# Nicole Yeargin
Nicole Yeargin (Bowie, Estados Unidos, 11 de agosto de 1997) es una deportista británica que compite en atletismo, especialista en las carreras de relevos.
Participó en dos Juegos Olímpicos de Verano, obteniendo una medalla de bronce en París 2024, en la prueba de 4 × 400 m, y el quinto lugar en Tokio 2020, en la misma prueba.
Ganó dos medallas de bronce en el Campeonato Mundial de Atletismo, en los años 2022 y 2023, y una medalla de bronce en el Campeonato Europeo de Atletismo de 2022.

## Palmarés internacional
| Juegos Olímpicos   | Juegos Olímpicos        | Juegos Olímpicos  | Juegos Olímpicos |
| Año                | Lugar                   | Medalla           | Prueba           |
| ------------------ | ----------------------- | ----------------- | ---------------- |
| 2024               | París (Francia)         | Medalla de bronce | 4 × 400 m        |
| Campeonato Mundial |                         |                   |                  |
| Año                | Lugar                   | Medalla           | Prueba           |
| 2022               | Eugene (Estados Unidos) | Medalla de bronce | 4 × 400 m        |
| 2023               | Budapest (Hungría)      | Medalla de bronce | 4 × 400 m        |
| Campeonato Europeo |                         |                   |                  |
| Año                | Lugar                   | Medalla           | Prueba           |
| 2022               | Múnich (Alemania)       | Medalla de bronce | 4 × 400 m        |